# Всеобщие выборы на Кубе (1901)
Всеобщие выборы на Кубе проходили 31 декабря 1901 года. На президентских выборах победу одержал Томас Эстрада Пальма, который стал первым кубинским президентом. В Палате представителей большинство получила Национальная партия, занявшая 27 из 63 мест. Явка составила 63,5%.

## Результаты

### Президентские выборы
| Кандидат                           | партия                             | Голосов | %     |
| ---------------------------------- | ---------------------------------- | ------- | ----- |
| Томас Эстрада Пальма               | Независимый                        | 158 116 | 74,20 |
| Недействительных/пустых бюллетеней | Недействительных/пустых бюллетеней |         | -     |
| Всего                              | Всего                              | 213,116 | 100   |
| Источник: Nohlen                   |                                    |         |       |

### Выборы в Сенат
| Партия                             | Голосов | % | Мест |
| ---------------------------------- | ------- | - | ---- |
| Кубинская национальная партия      |         |   | 11   |
| Республиканская партия Гаваны      |         |   | 10   |
| Независимые                        |         |   | 3    |
| Недействительных/пустых бюллетеней |         | - | -    |
| Всего                              |         |   | 24   |
| Источник: Nohlen                   |         |   |      |

### Выборы в Палату представителей
| Партия                             | Голосов | % | Мест |
| ---------------------------------- | ------- | - | ---- |
| Кубинская национальная партия      |         |   | 27   |
| Республиканская партия Гаваны      |         |   | 18   |
| Федеральнай республиканская партия |         |   | 13   |
| Кубинская национальная партия      |         |   | 4    |
| Независимые                        |         |   | 4    |
| Недействительных/пустых бюллетеней |         | - | -    |
| Всего                              |         |   | 63   |
| Источник: Nohlen                   |         |   |      |